# Фролово (Невельский район)
Фролово — деревня в Невельском районе Псковской области России. Входит в состав Артёмовской волости. Численность населения деревни на конец 2000 года составляла 26 жителей.

## География
Деревня находится в южной части Псковской области, в зоне хвойно-широколиственных лесов, в 1 версте к юго-востоку от деревни Лёхово и примерно в 34 верстах к юго-востоку от города Невеля, административного центра района.

### Климат
Климат характеризуется как умеренно континентальный, с продолжительной снежной зимой и относительно коротким тёплым летом. Среднегодовая температура воздуха — 4,4 °С. Средняя многолетняя температура самого холодного месяца (января) составляет −8 °С, средняя температура самого тёплого (июля) — +17,4°С. Среднегодовое количество осадков — 554 мм. Снежный покров держится в течение 100—105 дней.

## История
Входила в состав  Невельского уезда Витебского уезда в начале XX века; в состав    сельского поселения «Лёховская волость» в начале XXI века.

## Население
| 2001 | 2002 | 2010 |
| ---- | ---- | ---- |
| 26   | ↗29  | ↘18  |

## Известные уроженцы, жители
Родился в 1913 году в деревне Фролово Фома Алексеевич Бураков (1913 — 13.10.1948) — командир отделения 43-го отдельного гвардейского саперного батальона, гвардии старший сержант, участник Великой Отечественной войны, кавалер ордена Славы трёх степеней